# Primera B 2021-II (Colombia)
La Temporada 2021-II de la Primera B (conocida como Torneo BetPlay Dimayor 2021-II por motivos de patrocinio), fue la continuación de la trigésimo segunda (32.a) edición del torneo de la segunda división del fútbol profesional colombiano.

## Antecedentes
La realización de este torneo equivale a un torneo de nivelación tal como los disputados en 1995 y 1997, en el cual hubo ascensos y descensos solo en seis meses debido a la postergación de los ascensos y descensos de la temporada 2020 por parte de Dimayor a causa del impacto de la pandemia de COVID-19 en Colombia.

## Sistema de juego
Este torneo que corresponde al segundo semestre del año fue jugado por 15 equipos debido a que solamente descendió un equipo desde la Primera A, y se jugará en tres fases: todos contra todos, cuadrangulares semifinales y final. En la fase todos contra todos, los 15 equipos se enfrentaron entre sí y los ocho primeros equipos al final de la fase avanzaron a los cuadrangulares semifinales. En los cuadrangulares semifinales, los ocho equipos clasificados se dividieron en dos cuadrangulares y los equipos ganadores de cada cuadrangular ascendieron a la Primera A para la temporada 2022 y además se enfrentaron en una final a partido único para definir al campeón del torneo.
| Formato                                | Formato                                | Formato                                                                                        | Clasificación                                |
| -------------------------------------- | -------------------------------------- | ---------------------------------------------------------------------------------------------- | -------------------------------------------- |
| Torneo II                              |                                        |                                                                                                |                                              |
| Todos contra todos (15 equipos)        | Todos contra todos (15 equipos)        | - Sistema de liga.                                                                             | - Cuadrangulares semifinales                 |
| Cuadrangulares semifinales (8 equipos) | Cuadrangulares semifinales (8 equipos) | - Los ocho equipos posicionados en dos grupos de cuatro equipos, con partidos de ida y vuelta. | - Final y ascenso a Categoría Primera A 2022 |
| Final (2 equipos)                      | Final (2 equipos)                      | - Final (partido único).                                                                       | - Campeón Primera B 2021-II                  |

## Datos de los clubes

### Relevo de clubes
Para este torneo se retomó el sistema de ascensos y descensos, ya que los mismos habían sido aplazados por parte de Dimayor debido al impacto de la pandemia de COVID-19 en Colombia. Cabe anotar que solo descendió un equipo de la Primera A que en el Torneo Apertura 2021 se disputó con 19 equipos debido a la liquidación del Cúcuta Deportivo.
| Ascendidos a la Primera A                                 |
| --------------------------------------------------------- |
| Atlético Huila (Campeón de la Primera B 2020-2021-I)      |
| Deportes Quindío (Subcampeón de la Primera B 2020-2021-I) |

| Descendidos a la Primera B                                         |
| ------------------------------------------------------------------ |
| Boyacá Chicó (Peor promedio acumulado en la Primera A 2020-2021-I) |

### Equipos participantes
- A partir de esta temporada el club Fortaleza CEIF se quedó definitivamente en Bogotá para jugar todos sus partidos en el Estadio Metropolitano de Techo.

| Equipo               | Entrenador         | Ciudad/Municipio | Estadio                        | Aforo  |
| -------------------- | ------------------ | ---------------- | ------------------------------ | ------ |
| Atlético F. C.       | Giovanni Hernández | Cali             | Pascual Guerrero               | 35.405 |
| Barranquilla F. C.   | Roberto Peñaloza   | Barranquilla     | Romelio Martínez               | 8.600  |
| Boca Juniors de Cali | Alejandro Guerrero | Palmira          | Francisco Rivera Escobar       | 15.300 |
| Bogotá F. C.         | Hernán Pacheco     | Bogotá           | Metropolitano de Techo         | 10.000 |
| Boyacá Chicó         | Mario García       | Tunja            | La Independencia               | 20.630 |
| Cortuluá             | Jaime de la Pava   | Tuluá            | Doce de Octubre                | 16.000 |
| Fortaleza CEIF       | Nelson Flórez      | Bogotá           | Metropolitano de Techo         | 10.000 |
| Itagüí Leones        | Álvaro Hernández   | Itagüí           | Metropolitano Ciudad de Itagüí | 12.000 |
| Llaneros             | Walter Aristizábal | Villavicencio    | Bello Horizonte                | 15.000 |
| Orsomarso S. C.      | Víctor Barón       | Palmira          | Francisco Rivera Escobar       | 15.300 |
| Real Cartagena       | Steven Sánchez     | Cartagena        | Jaime Morón León               | 16.068 |
| Real Santander       | José Luis García   | Piedecuesta      | Villa Concha                   | 4.200  |
| Tigres F. C.         | Óscar Morera       | Bogotá           | Metropolitano de Techo         | 10.000 |
| Unión Magdalena      | Carlos Silva       | Santa Marta      | Sierra Nevada                  | 16.000 |
| Valledupar F. C.     | Hugo Arrieta       | Valledupar       | Armando Maestre Pavajeau       | 11.000 |

| Valle del Cauca | 4 | Atlético F. C., Cortuluá, Boca Juniors de Cali y Orsomarso | \| Real Santander Barranquilla Unión Valledupar Real Cartagena Leones Boyacá Chicó Fortaleza Bogotá Tigres Llaneros Orsomarso Atlético Cortuluá Boca Juniors \| |
| Bogotá, D. C. | 3 | Bogotá F. C., Fortaleza CEIF y Tigres F. C.                | \| Real Santander Barranquilla Unión Valledupar Real Cartagena Leones Boyacá Chicó Fortaleza Bogotá Tigres Llaneros Orsomarso Atlético Cortuluá Boca Juniors \| |
| Antioquia | 1 | Leones                                                     | \| Real Santander Barranquilla Unión Valledupar Real Cartagena Leones Boyacá Chicó Fortaleza Bogotá Tigres Llaneros Orsomarso Atlético Cortuluá Boca Juniors \| |
| Atlántico | 1 | Barranquilla F. C.                                         | \| Real Santander Barranquilla Unión Valledupar Real Cartagena Leones Boyacá Chicó Fortaleza Bogotá Tigres Llaneros Orsomarso Atlético Cortuluá Boca Juniors \| |
| Bolívar | 1 | Real Cartagena                                             | \| Real Santander Barranquilla Unión Valledupar Real Cartagena Leones Boyacá Chicó Fortaleza Bogotá Tigres Llaneros Orsomarso Atlético Cortuluá Boca Juniors \| |
| Boyacá | 1 | Boyacá Chicó                                               | \| Real Santander Barranquilla Unión Valledupar Real Cartagena Leones Boyacá Chicó Fortaleza Bogotá Tigres Llaneros Orsomarso Atlético Cortuluá Boca Juniors \| |
| Cesar | 1 | Valledupar F. C.                                           | \| Real Santander Barranquilla Unión Valledupar Real Cartagena Leones Boyacá Chicó Fortaleza Bogotá Tigres Llaneros Orsomarso Atlético Cortuluá Boca Juniors \| |
| Magdalena | 1 | Unión Magdalena                                            | \| Real Santander Barranquilla Unión Valledupar Real Cartagena Leones Boyacá Chicó Fortaleza Bogotá Tigres Llaneros Orsomarso Atlético Cortuluá Boca Juniors \| |
| Meta | 1 | Llaneros                                                   | \| Real Santander Barranquilla Unión Valledupar Real Cartagena Leones Boyacá Chicó Fortaleza Bogotá Tigres Llaneros Orsomarso Atlético Cortuluá Boca Juniors \| |
| Santander | 1 | Real Santander                                             | \| Real Santander Barranquilla Unión Valledupar Real Cartagena Leones Boyacá Chicó Fortaleza Bogotá Tigres Llaneros Orsomarso Atlético Cortuluá Boca Juniors \| |
| Real Santander Barranquilla Unión Valledupar Real Cartagena Leones Boyacá Chicó Fortaleza Bogotá Tigres Llaneros Orsomarso Atlético Cortuluá Boca Juniors |   |                                                            | \| Real Santander Barranquilla Unión Valledupar Real Cartagena Leones Boyacá Chicó Fortaleza Bogotá Tigres Llaneros Orsomarso Atlético Cortuluá Boca Juniors \| |

## Todos contra todos

### Clasificación
| Pos. | Equipo               | Pts. | PJ | G | E | P  | GF | GC | Dif. | Clasificación a             |
| ---- | -------------------- | ---- | -- | - | - | -- | -- | -- | ---- | --------------------------- |
| 1    | Leones               | 29   | 14 | 9 | 2 | 3  | 25 | 12 | +13  | Cuadrangulares semifinales. |
| 2    | Bogotá F. C.         | 28   | 14 | 8 | 4 | 2  | 18 | 9  | +9   | Cuadrangulares semifinales. |
| 3    | Boyacá Chicó         | 28   | 14 | 8 | 4 | 2  | 15 | 6  | +9   | Cuadrangulares semifinales. |
| 4    | Fortaleza CEIF       | 26   | 14 | 7 | 5 | 2  | 24 | 10 | +14  | Cuadrangulares semifinales. |
| 5    | Unión Magdalena      | 25   | 14 | 7 | 4 | 3  | 24 | 17 | +7   | Cuadrangulares semifinales. |
| 6    | Cortuluá             | 25   | 14 | 7 | 4 | 3  | 19 | 13 | +6   | Cuadrangulares semifinales. |
| 7    | Llaneros             | 23   | 14 | 6 | 5 | 3  | 20 | 15 | +5   | Cuadrangulares semifinales. |
| 8    | Real Cartagena       | 20   | 14 | 5 | 5 | 4  | 17 | 14 | +3   | Cuadrangulares semifinales. |
| 9    | Atlético             | 19   | 14 | 5 | 4 | 5  | 17 | 20 | −3   |                             |
| 10   | Barranquilla F. C.   | 15   | 14 | 3 | 6 | 5  | 13 | 19 | −6   |                             |
| 11   | Orsomarso            | 15   | 14 | 4 | 3 | 7  | 14 | 22 | −8   |                             |
| 12   | Real Santander       | 10   | 14 | 1 | 7 | 6  | 15 | 24 | −9   |                             |
| 13   | Valledupar F. C.     | 8    | 14 | 1 | 5 | 8  | 13 | 23 | −10  |                             |
| 14   | Boca Juniors de Cali | 7    | 14 | 2 | 1 | 11 | 8  | 25 | −17  |                             |
| 15   | Tigres               | 6    | 14 | 1 | 3 | 10 | 6  | 19 | −13  |                             |

 Fuente: Dimayor

#### Evolución de la clasificación
| Leones               | 3  | 5  | 6  | 7  | 6  | 7  | 6  | 4  | 2  | 5  | 6  | 3  | 3  | 2  | 1  |
| Bogotá F. C.         | 7  | 4  | 7  | 5  | 3  | 1  | 1  | 2  | 3  | 3  | 2  | 2  | 2  | 4  | 2  |
| Boyacá Chicó         | 2  | 1  | 3  | 3  | 1  | 4  | 4  | 3  | 5  | 4  | 5  | 6  | 6  | 5  | 3  |
| Fortaleza CEIF       | 15 | 7  | 4  | 1  | 4  | 3  | 2  | 1  | 1  | 1  | 1  | 1  | 1  | 1  | 4  |
| Unión Magdalena      | 1  | 2  | 1  | 4  | 2  | 2  | 3  | 5  | 4  | 2  | 4  | 5  | 5  | 3  | 5  |
| Cortuluá             | 11 | 12 | 15 | 10 | 13 | 10 | 7  | 6  | 6  | 6  | 3  | 4  | 4  | 7  | 6  |
| Llaneros             | 8  | 3  | 2  | 2  | 5  | 5  | 8  | 8  | 7  | 7  | 7  | 8  | 7  | 6  | 7  |
| Real Cartagena       | 5  | 10 | 12 | 12 | 7  | 11 | 9  | 9  | 11 | 9  | 8  | 7  | 8  | 8  | 8  |
| Atlético             | 6  | 6  | 5  | 6  | 8  | 6  | 5  | 7  | 8  | 8  | 9  | 9  | 9  | 9  | 9  |
| Barranquilla F. C.   | 10 | 13 | 13 | 14 | 9  | 9  | 10 | 10 | 10 | 11 | 11 | 11 | 11 | 11 | 10 |
| Orsomarso            | 14 | 14 | 8  | 8  | 10 | 12 | 13 | 12 | 9  | 10 | 10 | 10 | 10 | 10 | 11 |
| Real Santander       | 12 | 9  | 9  | 9  | 11 | 8  | 11 | 11 | 12 | 12 | 12 | 12 | 12 | 12 | 12 |
| Valledupar F. C.     | 4  | 8  | 10 | 11 | 12 | 13 | 14 | 14 | 14 | 15 | 14 | 14 | 14 | 15 | 13 |
| Boca Juniors de Cali | 13 | 15 | 14 | 15 | 15 | 15 | 15 | 15 | 15 | 14 | 15 | 15 | 15 | 13 | 14 |
| Tigres               | 9  | 11 | 11 | 13 | 14 | 14 | 12 | 13 | 13 | 13 | 13 | 13 | 13 | 14 | 15 |

1. 1 2  El partido Cortuluá vs. Real Santander por la primera (1ª) fecha fue aplazado y se jugó el 1 de septiembre, días antes de la disputa de la séptima (7ª) fecha.

### Resultados
- La hora de cada encuentro corresponde al huso horario que rige a Colombia (UTC-5).

Nota: Los horarios y partidos de televisión se definen la semana previa a cada jornada. Los canales Win Sports y Win Sports+ son los medios de difusión por televisión autorizados por la Dimayor para la transmisión por cable de tres partidos por fecha.
| Boca Juniors de Cali      | 0 : 1 | Boyacá Chicó     | Francisco Rivera Escobar       | 23 de julio     | 16:00 | Win Sports+              |
| Llaneros                  | 0 : 0 | Atlético         | Bello Horizonte                | 24 de julio     | 14:00 | Sin transmisión          |
| Leones                    | 1 : 0 | Orsomarso        | Metropolitano Ciudad de Itagüí | 24 de julio     | 17:30 | Sin transmisión          |
| Tigres                    | 0 : 0 | Bogotá F. C.     | Metropolitano de Techo         | 25 de julio     | 15:30 | Sin transmisión          |
| Unión Magdalena           | 3 : 1 | Fortaleza        | Sierra Nevada                  | 26 de julio     | 15:30 | Win Sports+              |
| Real Cartagena            | 2 : 2 | Valledupar F. C. | Olímpico Jaime Morón León      | 27 de julio     | 18:00 | Win Sports+ y Win Sports |
| Cortuluá                  | 2 : 0 | Real Santander   | Doce de Octubre                | 1 de septiembre | 15:00 | Sin transmisión          |
| Libre: Barranquilla F. C. |       |                  |                                |                 |       |                          |

| Atlético         | 2 : 1 | Tigres               | Olímpico Pascual Guerrero | 30 de julio | 15:00 | Win Sports+              |
| Real Santander   | 3 : 3 | Unión Magdalena      | Villa Concha              | 31 de julio | 14:00 | Win Sports+ y Win Sports |
| Valledupar F. C. | 1 : 1 | Leones               | Armando Maestre Pavajeau  | 31 de julio | 15:00 | Sin transmisión          |
| Bogotá F. C.     | 2 : 0 | Barranquilla F. C.   | Metropolitano de Techo    | 1 de agosto | 14:00 | Sin transmisión          |
| Fortaleza        | 3 : 0 | Boca Juniors de Cali | Metropolitano de Techo    | 2 de agosto | 14:00 | Sin transmisión          |
| Orsomarso        | 0 : 2 | Llaneros             | Francisco Rivera Escobar  | 2 de agosto | 16:00 | Sin transmisión          |
| Boyacá Chicó     | 1 : 0 | Real Cartagena       | La Independencia          | 2 de agosto | 18:00 | Win Sports+              |
| Libre: Cortuluá  |       |                      |                           |             |       |                          |

| Real Cartagena       | 0 : 1 | Fortaleza        | Olímpico Jaime Morón León      | 6 de agosto  | 16:00 | Win Sports+ y Win Sports |
| Tigres               | 1 : 2 | Orsomarso        | Metropolitano de Techo         | 7 de agosto  | 14:00 | Sin transmisión          |
| Boca Juniors de Cali | 0 : 0 | Real Santander   | Francisco Rivera Escobar       | 8 de agosto  | 15:00 | Sin transmisión          |
| Barranquilla F. C.   | 1 : 1 | Atlético         | Romelio Martínez               | 8 de agosto  | 15:30 | Sin transmisión          |
| Llaneros             | 1 : 0 | Valledupar F. C. | Bello Horizonte                | 9 de agosto  | 15:00 | Sin transmisión          |
| Leones               | 0 : 0 | Boyacá Chicó     | Metropolitano Ciudad de Itagüí | 9 de agosto  | 17:30 | Win Sports+              |
| Unión Magdalena      | 2 : 0 | Cortuluá         | Sierra Nevada                  | 10 de agosto | 15:30 | Win Sports+              |
| Libre: Bogotá F. C.  |       |                  |                                |              |       |                          |

| Atlético               | 0 : 1 | Bogotá F. C.         | Olímpico Pascual Guerrero | 13 de agosto | 15:00 | Sin transmisión          |
| Fortaleza              | 3 : 1 | Leones               | Metropolitano de Techo    | 14 de agosto | 15:00 | Sin transmisión          |
| Real Santander         | 2 : 2 | Real Cartagena       | Villa Concha              | 14 de agosto | 15:00 | Sin transmisión          |
| Valledupar F. C.       | 0 : 0 | Tigres               | Armando Maestre Pavajeau  | 15 de agosto | 15:00 | Sin transmisión          |
| Orsomarso              | 0 : 0 | Barranquilla F. C.   | Francisco Rivera Escobar  | 16 de agosto | 13:00 | Win Sports+ y Win Sports |
| Cortuluá               | 3 : 1 | Boca Juniors de Cali | Doce de Octubre           | 17 de agosto | 16:00 | Win Sports+              |
| Boyacá Chicó           | 0 : 0 | Llaneros             | La Independencia          | 17 de agosto | 18:00 | Win Sports+              |
| Libre: Unión Magdalena |       |                      |                           |              |       |                          |

| Leones               | 2 : 1 | Real Santander   | Metropolitano Ciudad de Itagüí | 19 de agosto | 20:00 | Win Sports+ y Win Sports |
| Bogotá F. C.         | 3 : 0 | Orsomarso        | Metropolitano de Techo         | 20 de agosto | 17:00 | Win Sports+ y Win Sports |
| Boca Juniors de Cali | 0 : 2 | Unión Magdalena  | Francisco Rivera Escobar       | 21 de agosto | 15:00 | Sin transmisión          |
| Llaneros             | 1 : 1 | Fortaleza        | Bello Horizonte                | 22 de agosto | 15:00 | Sin transmisión          |
| Tigres               | 0 : 1 | Boyacá Chicó     | Metropolitano de Techo         | 23 de agosto | 14:00 | Sin transmisión          |
| Real Cartagena       | 2 : 0 | Cortuluá         | Olímpico Jaime Morón León      | 24 de agosto | 19:40 | Win Sports+              |
| Barranquilla F. C.   | 2 : 1 | Valledupar F. C. | Romelio Martínez               | 25 de agosto | 18:00 | Sin transmisión          |
| Libre: Atlético      |       |                  |                                |              |       |                          |

| Real Santander              | 3 : 1 | Llaneros           | Villa Concha             | 28 de agosto | 14:00 | Win Sports+ y Win Sports |
| Fortaleza                   | 2 : 1 | Tigres             | Metropolitano de Techo   | 28 de agosto | 15:00 | Sin transmisión          |
| Orsomarso                   | 1 : 2 | Atlético           | Francisco Rivera Escobar | 28 de agosto | 15:00 | Sin transmisión          |
| Cortuluá                    | 1 : 0 | Leones             | Doce de Octubre          | 29 de agosto | 15:30 | Sin transmisión          |
| Valledupar F. C.            | 0 : 2 | Bogotá F. C.       | Armando Maestre Pavajeau | 30 de agosto | 15:00 | Sin transmisión          |
| Unión Magdalena             | 1 : 0 | Real Cartagena     | Sierra Nevada            | 31 de agosto | 10:00 | Win Sports+              |
| Boyacá Chicó                | 1 : 1 | Barranquilla F. C. | La Independencia         | 31 de agosto | 19:40 | Win Sports+              |
| Libre: Boca Juniors de Cali |       |                    |                          |              |       |                          |

| Real Cartagena     | 2 : 0 | Boca Juniors de Cali | Olímpico Jaime Morón León      | 3 de septiembre | 19:40 | Win Sports+ y Win Sports |
| Leones             | 3 : 0 | Unión Magdalena      | Metropolitano Ciudad de Itagüí | 4 de septiembre | 14:00 | Win Sports+              |
| Llaneros           | 1 : 1 | Cortuluá             | Bello Horizonte                | 4 de septiembre | 15:00 | Sin transmisión          |
| Barranquilla F. C. | 0 : 0 | Fortaleza            | Romelio Martínez               | 4 de septiembre | 17:00 | Sin transmisión          |
| Tigres             | 2 : 0 | Real Santander       | Metropolitano de Techo         | 6 de septiembre | 14:00 | Sin transmisión          |
| Atlético           | 3 : 2 | Valledupar F. C.     | Olímpico Pascual Guerrero      | 6 de septiembre | 15:00 | Sin transmisión          |
| Bogotá F. C.       | 2 : 1 | Boyacá Chicó         | Metropolitano de Techo         | 7 de septiembre | 18:00 | Win Sports+              |
| Libre: Orsomarso   |       |                      |                                |                 |       |                          |

| Cortuluá              | 3 : 0 | Tigres             | Doce de Octubre          | 10 de septiembre | 15:00 | Win Sports+              |
| Real Santander        | 1 : 1 | Barranquilla F. C. | Villa Concha             | 11 de septiembre | 11:00 | Win Sports+              |
| Valledupar F. C.      | 1 : 2 | Orsomarso          | Armando Maestre Pavajeau | 11 de septiembre | 15:00 | Sin transmisión          |
| Unión Magdalena       | 1 : 1 | Llaneros           | Sierra Nevada            | 12 de septiembre | 15:30 | Sin transmisión          |
| Boca Juniors de Cali  | 1 : 5 | Leones             | Francisco Rivera Escobar | 13 de septiembre | 15:00 | Sin transmisión          |
| Boyacá Chicó          | 1 : 0 | Atlético           | La Independencia         | 14 de septiembre | 18:00 | Win Sports+              |
| Fortaleza             | 3 : 0 | Bogotá F. C.       | Metropolitano de Techo   | 14 de septiembre | 20:00 | Win Sports+ y Win Sports |
| Libre: Real Cartagena |       |                    |                          |                  |       |                          |

| Bogotá F. C.            | 1 : 1 | Real Santander       | Metropolitano de Techo         | 18 de septiembre | 11:00 | Win Sports+              |
| Llaneros                | 1 : 0 | Boca Juniors de Cali | Bello Horizonte                | 18 de septiembre | 15:00 | Sin transmisión          |
| Barranquilla F. C.      | 2 : 2 | Cortuluá             | Romelio Martínez               | 18 de septiembre | 17:00 | Sin transmisión          |
| Leones                  | 2 : 0 | Real Cartagena       | Metropolitano Ciudad de Itagüí | 19 de septiembre | 14:00 | Win Sports+              |
| Atlético                | 0 : 3 | Fortaleza            | Olímpico Pascual Guerrero      | 19 de septiembre | 15:00 | Sin transmisión          |
| Orsomarso               | 2 : 1 | Boyacá Chicó         | Francisco Rivera Escobar       | 21 de septiembre | 15:00 | Win Sports+              |
| Tigres                  | 0 : 0 | Unión Magdalena      | Metropolitano de Techo         | 21 de septiembre | 19:40 | Win Sports+ y Win Sports |
| Libre: Valledupar F. C. |       |                      |                                |                  |       |                          |

| Real Santander       | 0 : 2 | Atlético           | Villa Concha              | 24 de septiembre | 15:15 | Win Sports+              |
| Fortaleza            | 4 : 0 | Orsomarso          | Metropolitano de Techo    | 25 de septiembre | 15:00 | Sin transmisión          |
| Unión Magdalena      | 3 : 0 | Barranquilla F. C. | Sierra Nevada             | 26 de septiembre | 15:30 | Sin transmisión          |
| Cortuluá             | 0 : 0 | Bogotá F. C.       | Doce de Octubre           | 26 de septiembre | 16:00 | Sin transmisión          |
| Boyacá Chicó         | 2 : 0 | Valledupar F. C.   | La Independencia          | 27 de septiembre | 18:00 | Win Sports+              |
| Boca Juniors de Cali | 1 : 0 | Tigres             | Francisco Rivera Escobar  | 28 de septiembre | 15:00 | Sin transmisión          |
| Real Cartagena       | 2 : 1 | Llaneros           | Olímpico Jaime Morón León | 28 de septiembre | 19:40 | Win Sports+ y Win Sports |
| Libre: Leones        |       |                    |                           |                  |       |                          |

| Bogotá F. C.        | 3 : 1 | Unión Magdalena      | Metropolitano de Techo    | 1 de octubre | 16:00 | Win Sports+              |
| Orsomarso           | 3 : 1 | Real Santander       | Francisco Rivera Escobar  | 2 de octubre | 15:00 | Sin transmisión          |
| Barranquilla F. C.  | 1 : 0 | Boca Juniors de Cali | Romelio Martínez          | 2 de octubre | 17:00 | Sin transmisión          |
| Atlético            | 0 : 2 | Cortuluá             | Olímpico Pascual Guerrero | 3 de octubre | 14:00 | Win Sports+              |
| Valledupar F. C.    | 1 : 1 | Fortaleza            | Armando Maestre Pavajeau  | 3 de octubre | 15:00 | Sin transmisión          |
| Llaneros            | 4 : 3 | Leones               | Bello Horizonte           | 4 de octubre | 15:00 | Sin transmisión          |
| Tigres              | 1 : 2 | Real Cartagena       | Metropolitano de Techo    | 6 de octubre | 14:00 | Win Sports+ y Win Sports |
| Libre: Boyacá Chicó |       |                      |                           |              |       |                          |

| Boca Juniors de Cali | 1 : 2 | Bogotá F. C.       | Francisco Rivera Escobar       | 8 de octubre  | 15:00 | Sin transmisión          |
| Real Santander       | 1 : 1 | Valledupar F. C.   | Villa Concha                   | 9 de octubre  | 15:00 | Sin transmisión          |
| Unión Magdalena      | 3 : 3 | Atlético           | Sierra Nevada                  | 9 de octubre  | 15:30 | Sin transmisión          |
| Cortuluá             | 1 : 1 | Orsomarso          | Doce de Octubre                | 11 de octubre | 16:00 | Win Sports+              |
| Real Cartagena       | 3 : 1 | Barranquilla F. C. | Olímpico Jaime Morón León      | 11 de octubre | 18:00 | Sin transmisión          |
| Leones               | 2 : 0 | Tigres             | Metropolitano Ciudad de Itagüí | 12 de octubre | 16:00 | Win Sports+              |
| Fortaleza            | 0 : 0 | Boyacá Chicó       | Metropolitano de Techo         | 12 de octubre | 18:00 | Win Sports+ y Win Sports |
| Libre: Llaneros      |       |                    |                                |               |       |                          |

| Atlético           | 2 : 1 | Boca Juniors de Cali | Olímpico Pascual Guerrero | 17 de octubre | 15:00 | Sin transmisión          |
| Tigres             | 0 : 2 | Llaneros             | Metropolitano de Techo    | 18 de octubre | 14:00 | Sin transmisión          |
| Orsomarso          | 1 : 2 | Unión Magdalena      | Francisco Rivera Escobar  | 18 de octubre | 14:00 | Win Sports+ y Win Sports |
| Barranquilla F. C. | 0 : 1 | Leones               | Romelio Martínez          | 18 de octubre | 20:00 | Win Sports+              |
| Valledupar F. C.   | 1 : 2 | Cortuluá             | Armando Maestre Pavajeau  | 19 de octubre | 15:00 | Sin transmisión          |
| Boyacá Chicó       | 3 : 1 | Real Santander       | La Independencia          | 19 de octubre | 18:00 | Sin transmisión          |
| Bogotá F. C.       | 0 : 0 | Real Cartagena       | Metropolitano de Techo    | 19 de octubre | 19:40 | Win Sports+              |
| Libre: Fortaleza   |       |                      |                           |               |       |                          |

| Boca Juniors de Cali | 2 : 1 | Orsomarso          | Francisco Rivera Escobar       | 23 de octubre | 15:00 | Sin transmisión          |
| Leones               | 1 : 0 | Bogotá F. C.       | Metropolitano Ciudad de Itagüí | 24 de octubre | 14:00 | Win Sports+              |
| Llaneros             | 4 : 2 | Barranquilla F. C. | Bello Horizonte                | 24 de octubre | 15:00 | Sin transmisión          |
| Real Santander       | 1 : 1 | Fortaleza          | Alfonso López                  | 24 de octubre | 15:00 | Sin transmisión          |
| Unión Magdalena      | 3 : 1 | Valledupar F. C.   | Sierra Nevada                  | 24 de octubre | 15:30 | Sin transmisión          |
| Cortuluá             | 0 : 2 | Boyacá Chicó       | Doce de Octubre                | 25 de octubre | 15:00 | Win Sports+              |
| Real Cartagena       | 1 : 1 | Atlético           | Olímpico Jaime Morón León      | 25 de octubre | 20:05 | Win Sports+ y Win Sports |
| Libre: Tigres        |       |                    |                                |               |       |                          |

| Orsomarso             | 1 : 1 | Real Cartagena       | Francisco Rivera Escobar  | 30 de octubre | 15:00 | Win Sports+                      |
| Fortaleza             | 1 : 2 | Cortuluá             | Villa Olímpica de Chía    | 30 de octubre | 15:00 | Win Sports                       |
| Atlético              | 1 : 3 | Leones               | Olímpico Pascual Guerrero | 30 de octubre | 15:00 | Win Sports Online y winsports.co |
| Boyacá Chicó          | 1 : 0 | Unión Magdalena      | La Independencia          | 30 de octubre | 15:00 | Sin transmisión                  |
| Valledupar F. C.      | 2 : 1 | Boca Juniors de Cali | Armando Maestre Pavajeau  | 30 de octubre | 15:00 | Sin transmisión                  |
| Bogotá F. C.          | 2 : 1 | Llaneros             | Metropolitano de Techo    | 30 de octubre | 15:00 | Sin transmisión                  |
| Barranquilla F. C.    | 2 : 0 | Tigres               | Romelio Martínez          | 30 de octubre | 16:00 | Sin transmisión                  |
| Libre: Real Santander |       |                      |                           |               |       |                                  |

1. ↑  Partido originalmente programado para el 30 de agosto a las 15:15 horas, sin embargo fue aplazado para el 31 de agosto a las 10:00 horas por lluvia.

## Cuadrangulares semifinales
- La hora de cada encuentro corresponde al huso horario que rige a Colombia (UTC-5).

Al finalizar la primera fase del campeonato —también denominada «Todos contra todos»—, los ocho equipos con mayor puntaje disputarán la segunda fase, los cuadrangulares semifinales. Para los cuadrangulares los ocho equipos clasificados se dividieron en dos grupos previamente sorteados de igual número de participantes, de manera que los equipos que ocupen el 1.° y 2.° puesto en la fase de todos contra todos fueron sembrados como cabezas de serie del Grupo A y Grupo B, respectivamente. Los otros seis clasificados fueron debidamente sorteados, y se emparejaron de la siguiente manera: 3.° y 4.°; 5.° y 6.°; 7.° y 8.°, el equipo de cada emparejamiento con la mejor posición fue sorteado en un grupo y sembró a su pareja en el otro grupo.
Tras tener cada grupo formado con sus cuatro equipos participantes, se llevaron a cabo enfrentamientos con el formato todos contra todos, a ida y vuelta, dando como resultado seis fechas en disputa. Los equipos ganadores de cada grupo al final de las seis fechas, obtuvieron el cupo a la final del torneo y ascendieron a la primera división para la temporada 2022. El sorteo para determinar los grupos se llevó a cabo el 31 de octubre de 2021.